# Dark Moor
Dark Moor é uma banda espanhola de heavy metal formada em Madri no ano de 1993 pelos guitarristas Enrik García e Javier Rubio.

## História
Após algumas idas e vindas e a gravação de uma série das demos Dream of Madness e Flying, a formação do grupo estabilizou com Elisa Martín, Albert Maroto, Enrik García, Anan Kaddouri e Jorge Saez. A banda decide então adicionar um tecladista, cargo que passa a ser ocupado por Roberto Peña. Esse line-up grava o disco de estreia Shadowland, que obteve um reconhecimento inesperado. A banda realizou uma turnê pela Espanha junto do Demons and Wizards.
Em dezembro de 2000, o Dark Moor lança The Hall of the Olden Dreams, que repercutiu de maneira ainda mais forte que o anterior, rendendo convites para apresentações em festivais como Viña Rock e Mijas Rock, além da participação no tributo ao Helloween The Keepers of Jericho, com a faixa "Halloween".
O ano de 2001 viu o lançamento de The Gates of Oblivion, outro passo firme na escalada do grupo, confirmada através do lançamento em diversos países e da entrada no mercado asiático através de contrato com a JVC Victor. Shows em eventos como Rock Machina, Viña Rock e Metal Christmas conquistam fãs pela Europa.
Ao final da turnê, a formação do Dark Moor passa por grandes mudanças, inclusive no vocal, com a entrada de Alfred Romero. Com novo gás, o grupo lança os discos Dark Moor (2003) e Beyond the Sea (2005), que mostram uma banda mais técnica e coesa. Os dois trabalhos receberam elogios tanto na terra natal dos músicos, como em países como Brasil, Japão, e Alemanha.
O início de 2007 marcou o lançamento de Tarot. Lançado pela Scarlet Records, Tarot marca a fase mais entrosada do Dark Moor.

## Membros
Formação atual
- Alfred Romero (2003-presente) - vocal
- Enrik Garcia (1993-presente) - guitarra
- Dani Fernández (2004-2008, 2015-presente)- baixo
- Carlos Delgado (2021-presente) - bateria

Ex-membros
- Javier Rubio (1993-1998) - guitarra
- Roberto Peña (1994–2002) - teclados
- Iván Urbistondo (1996-1999) - vocal
- Jorge Sáez - (1998–2003) - bateria
- Anan Kaddouri (1998–2004) - baixo
- Elisa C. Martin (1999–2003) - vocal
- Albert Maroto (1999–2003) - guitarra
- Jose Garrido (2003–2004) - guitarra
- Jamie Mylles (2004-2006) - guitarra
- Andy C. (2003–2006) - bateria/teclados
- Mario Garcia (2008–2015) - baixo
- Ricardo Moreno (2015) - baixo